# Lijst van natuurparken in Bulgarije
Hieronder volgt een lijst van natuurparken in Bulgarije. 
Een natuurpark (Bulgaars: Природен парк, priroden park) is een gebied waar natuur en landschap worden beschermd. Bulgaarse natuurparken mogen niet verward worden met de 3 Bulgaarse nationale parken, waarin de natuur strenger wordt beschermd.
| Naam natuurpark                                             | Foto |
| ----------------------------------------------------------- | ---- |
| Natuurpark Belasitsa                                        |      |
| Natuurpark Bulgarka                                         |      |
| Natuurpark Zlatni Pjasazi                                   |      |
| Natuurpark Persina                                          |      |
| Natuurpark Rila (niet te verwarren met Nationaal park Rila) |      |
| Natuurpark Rusenski Lom                                     |      |
| Natuurpark Shumensko Plato                                  |      |
| Natuurpark Sinite Kamani                                    |      |
| Natuurpark Strandzha                                        |      |
| Natuurpark Vitosja                                          |      |
| Natuurpark Vratsjanski Balkan                               |      |